# Мазерсбо, Марк
Марк Аллен Мазерсбо (англ. Mark Allen Mothersbaugh; род. 18 мая 1950, Акрон, Огайо, США) — американский музыкант. Стал известен в конце 1970-х как солист, клавишник и один из сооснователей нью-вейв группы Devo, чей сингл «Whip It» вошел в топ-20 в США в 1980 году, достигнув 14-го места. Мазерсбо — один из главных композиторов музыки Devo.
Помимо работы в Devo, Мазерсбо писал музыку для телесериалов, фильмов и видеоигр через свою продюсерскую компанию Mutato Muzika. Он написал музыку для мультсериала Ох уж эти детки! и трех связанных с ним фильмов-спектаклей. Также сочинил саундтреки к фильмам Уэса Андерсона и фильмам Marvel Comics. Как сольный музыкант Мазерсбо выпустил четыре студийных альбома: Muzik for Insomniaks, Muzik for the Gallery, Joyeux Mutato и The Most Powerful Healing Muzik in the Entire World.
В 2004 году он получил премию Ричарда Кирка на церемонии вручения наград BMI Film and TV Awards за вклад в музыку для кино и телевидения. В 2008 году Мазерсбо получил звание почетного доктора гуманитарных наук Кентского государственного университета, в котором он учился.

## Ранние годы
Марк Аллен Мазерсбо родился 18 мая 1950 года в городе Акрон, штат Огайо. Его родители — Мэри Маргарет и Роберт Мазерсбо-старший. Он вырос с двумя младшими братьями, Бобом и Джимом, которые оба являются музыкантами, и двумя сестрами, Эми и Сьюзен, и окончил среднюю школу Вудридж в деревне Пенинсула штата Огайо. Его отец Роберт появлялся в ранних короткометражных фильмах Devo и фанатских мероприятиях как персонаж Генерал Бой (англ. General Boy), а братья Марка участвовали в группе, хотя срок пребывания Джима в должности был недолгим, он появлялся только на нескольких ранних демозаписях.

## Карьера

### Devo

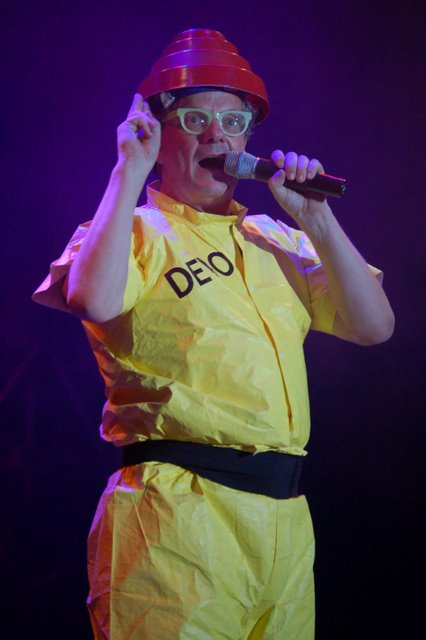
Марк Мазерсбо во время живого выступления Devo на фестивале Internacional de Benicàssim, 2007 г.

Мазерсбо учился в Кентском государственном университете в качестве студента художественного факультета, где он и познакомился с соучредителями Devo Джеральдом Казале и Бобом Льюисом. В начале 1970 года Льюис и Казале сформировали идею «деволюции» человеческой расы после того, как друзья Казале Джеффри Миллер и Эллисон Краузе были убиты Национальными гвардейцами Огайо на территории университета во время стрельбы. Заинтригованный этой идеей, Мазерсбо присоединился к ним, развивая её с помощью элементов ранних постструктуралистских идей и странных тайн, в первую очередь раскопав печально известный антиэволюционный трактат Бертрама Генри Шэддака Jocko-Homo Heavenbound (который стал основой для песни Jocko Homo). Это объединение достигло кульминации в 1973 году, когда трио начало играть музыку, сформировав группу Devo.

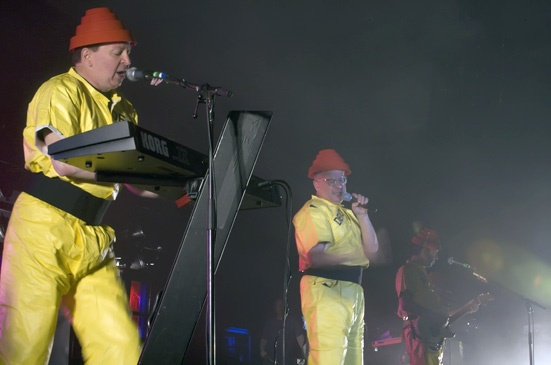
Живое выступление Devo в Festival Hall в Мельбурне, Австралия, 2008 г.: Джеральд Казале и Мазерсбо.

После коммерческого провала своего шестого студийного альбома Shout Warner Bros. отказались от Devo. Вскоре после этого, заявив, что чувствует себя творчески неудовлетворенным, барабанщик Алан Майерс покинул группу, в результате чего оставшиеся участники группы были вынуждены отказаться от выпуска видеоклипа Shout, а также от тура.
На замену Майерса в 1987 году Devo взяли нового барабанщика Дэвида Кендрика, ранее работавшего в Sparks. Их первым проектом был саундтрек к провальному фильму ужасов Резня на «Скале» с Тони Бэзилом в главной роли, также они выпустили альбомы Total Devo (1988 г.) и Smooth Noodle Maps (1990 г.) на лейбле Enigma.
Devo поссорились и отыграли два концерта в 1991 году, прежде чем распались. Примерно в это же время участники Devo появились в фильме Дух 76-го, за исключением Боба Мазерсбо, брата Марка. В 1989 году Марк Мазерсбо основал Mutato Muzika — коммерческую студию по производству музыки, наняв Райана Мура и Боба Казале; Боб Мазерсбо также был вовлечен.
В 2006 году Devo работали с Disney над проектом Devo 2.0: была собрана группа детей-исполнителей для перезаписи песен Devo. Akron Beacon Journal написал: «Devo недавно завершили новый проект в сговоре с Disney под названием Devo 2.0, в котором группа играет старые песни и две новые с вокалом детей. Их дебютный альбом, состоящий из двух дисков CD/DVD под названием DEV2.0, был выпущен 14 марта 2006 года. Тексты некоторых песен были изменены для семейной трансляции, которая, по утверждению группы, является игрой с иронией над посланиями их классических хитов. Мазерсбо не исключает, что в конце группа соберется в студии для записи нового альбома Devo». Альбом Something for Everybody был выпущен в июне 2010 года, а перед ним вышел 12-дюймовый сингл Fresh/What We Do.
Devo были удостоены первой награды Moog Innovator Award 29 октября 2010 года во время фестиваля Moogfest 2010 в Ашвилле, Северная Каролина. Суть премии — отметить «художников-первопроходцев, чьи работы, бросающие вызов жанру, олицетворяют смелый, новаторский дух Боба Муга». Devo должны были выступить на Moogfest, однако за три дня до фестиваля брат Марка Боб Мазерсбо (соло-гитарист) повредил руку, из-за чего группа не смогла принять участие. Боб Мазерсбо и Джеральд Казале договорились с техасской группой The Octopus Project, чтобы они вместо Devo исполнили на мероприятии их песни Girl U Want и Beautiful World.

### Другая работа
В 1989 году Мазерсбо и другие участники Devo были вовлечены в проект Visiting Kids, выпустив одноимённый мини-альбом на лейбле New Rose в 1990 году. В группе участвовали его тогдашняя жена Нэнси Фергюсон, а также Дэвид Кендрик, Боб Мазерсбо и дочь Боба Алекс Мазерсбо. Мазерсбо принимал участие в сочинении нескольких песен и продюсировал альбом вместе с Бобом Казале. На песню Trilobites был снят рекламный ролик. Visiting Kids появился на саундтреке к фильму Рокула, а также на Позднем шоу с Дэвидом Леттерманом.

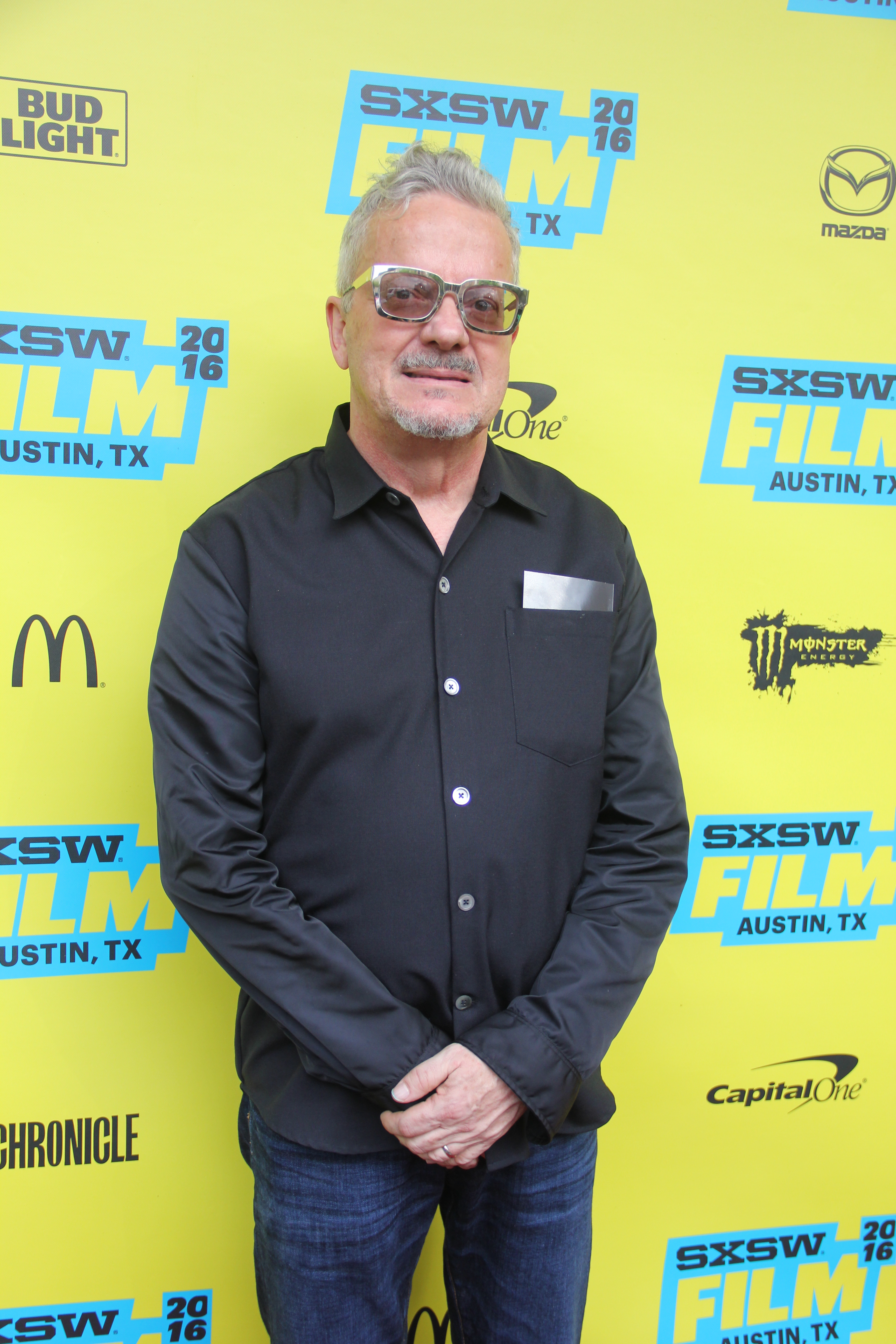
Мазерсбо на премьере фильма Дом игрушек Пи-ви на фестивале SXSW, 2016 г.

Начиная с Devo, Мазерсбо сделал успешную карьеру, сочиняя музыку для кино и телевидения. В кино он часто работал с режиссёром Уэсом Андерсоном, сочинив саундтрек к четырём его полнометражным фильмам (Бутылочная ракета, Академия Рашмор, Семейка Тененбаум и Водная жизнь Стива Зиссу). Он также сочинил музыку для Лего. Фильм и Тор: Рагнарёк.
Музыка Марка была основным продуктом детских телешоу Ох уж эти детки!, Мир Бикмана, Городок Санто-бугито и Большой красный пес Клиффорд. Он написал новую музыкальную тему для оригинального телешоу Кот Феликс, когда оно было продано Broadway Video, немного музыки для Пи-Ви в 1986—1990 годах и музыкальную тему для сериала Мир Супер Марио для DIC Entertainment в 1991 году. За основу дизайна персонажа Чаки Финстера в Ох уж эти детки! был взят сам Марк. Вместе с Бобом Казале он выпустил Heroes & Villians (2000 г.) — альбом саундтреков с музыкой, вдохновленной «Суперкрошками». Первоначально Мазерсбо намеревался стать главным композитором мультсериала, но его демозапись была отклонена создателем Крейгом Маккракеном, который, несмотря на то, что был поклонником Devo, опасался, что его мультфильм будет отложен, если продюсерская компания Мазерсбо получит большой художественный фильм.
Мазерсбо сочинял музыку и для видеоигр, в том числе для серий игр Sony, таких как Crash Bandicoot и Jak and Daxter (оба саундтрека были созданы Джошем Манселлом), а также для The Sims 2 от EA Games. Эта работа часто исполняется с Mutato Muzika, музыкальной продюсерской компанией, которую он создал вместе с несколькими другими бывшими участниками Devo, включая его брата Боба Мазерсбо. Мазерсбо написал оригинальную музыку для Ratchet & Clank: Rift Apart.
Мазерсбо сочинил:
- «Having Trouble Sneezing», характерная музыка из отмеченного наградами рекламного ролика Apple Inc. «Get a Mac».[23]
- Санудтрек к первому сезону телесериалу Большая любовь, однако после первого сезона его заменили Дэвидом Бирном из Talking Heads.
- Тему для американского телешоу Эврика, транслирующегося на канале Syfy.
- Саундтрек к мультсериалу Cartoon Network Обычный мультик.

В 2013 году Мазерсбо появился в эпизоде Аквабаты! Супер Шоу!, комедийного боевика от создателей Yo Gabba Gabba! В главной роли группа The Aquabats, сформированная под влиянием Devo. Марк играл в нём эксцентричного ученого, отца одного из главных героев, робота Джимми.
Мазерсбо и Казале продюсировали музыку для других артистов, включая Тони Бэзил.

### Изобразительное искусство и выставки
Мазерсбо также добился успеха как художник. В ноябре 2014 года Мазерсбо сказал: «За последние 20 лет я провел более 150 выставок в художественных галереях».
6 февраля 2014 года Денверский музей современного искусства объявил о проведении ретроспективной выставки, на которой будет представлена первая всесторонняя презентация живописи и музыки Мазерсбо. Эта гастролирующая по стране выставка сопровождалась публикацией «Марк Мазерсбо: Близорукость», (англ. Mark Mothersbaugh: Myopia) опубликованной Princeton Architectural Press. 50 подборок открыток из Близорукости были опубликованы в виде книги открыток под названием «Марк Мазерсбо: Сборник фактов и лжи» в 2015 году.
В преддверии открытия выставки Близорукость в Цинциннати, штат Огайо, Мазерсбо провел концерт, на котором были представлены песни Devo и музыка к фильмам, исполненные в классическом стиле, обращение к аудитории с анекдотами и музыкальные произведения, которые он специально сочинил для шестиклавишной клавиатуры-гибрида, первоначально использовавшейся для преподавания уроков, которая была отремонтирован его братом Бобом и содержала счетчик в центре для учёта времени. На инструменте одновременно играло шесть человек.
Мазерсбо вел сегмент рисования в телесериале канала Nickelodeon Yo Gabba Gabba! который назывался «Волшебные картинки Марка». Он обучал детей рисованию простых картинок. Изображения часто оживали в конце сегмента благодаря анимации.

## Личная жизнь

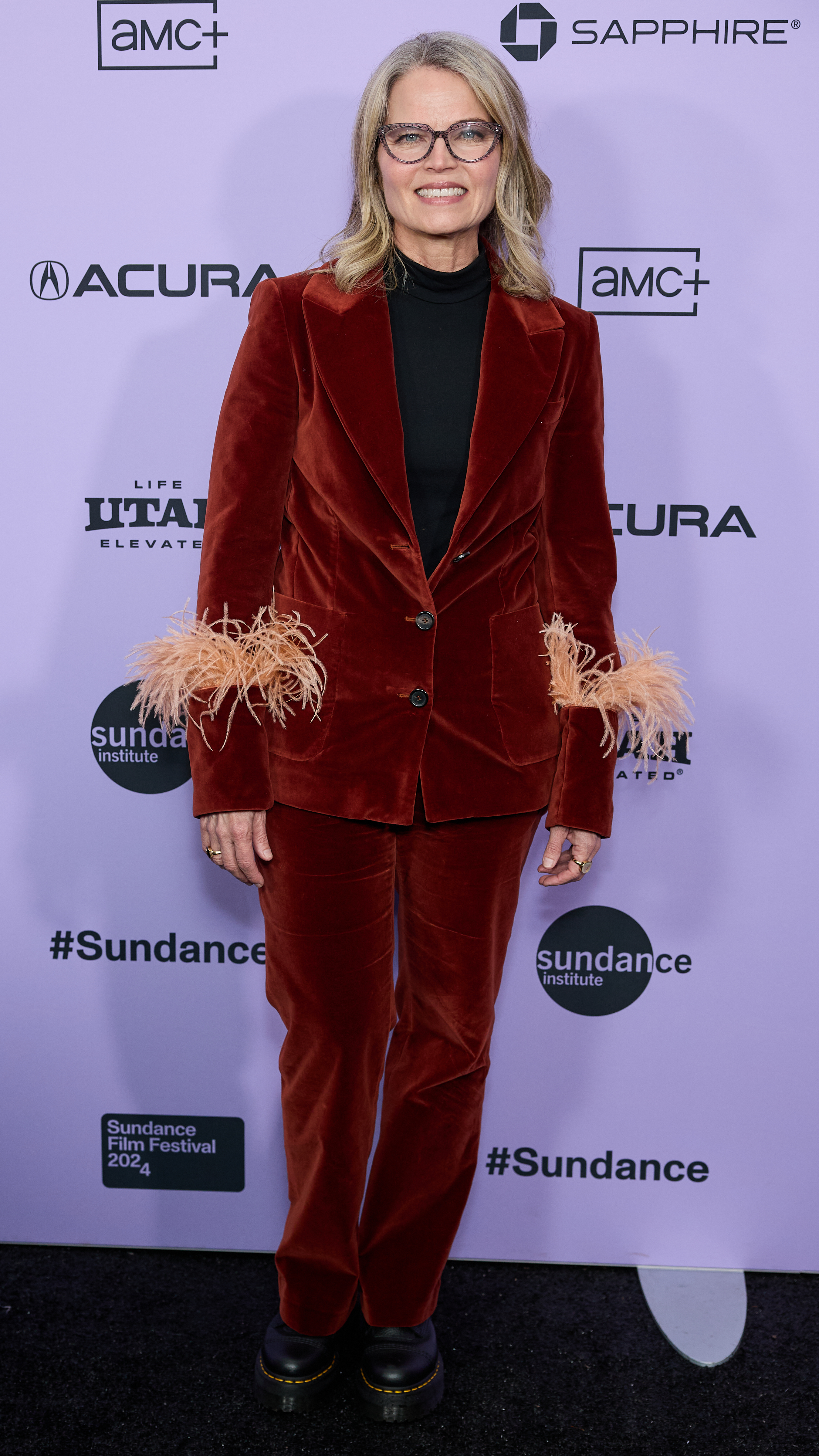
Анита Гринспен на 40-м фестивале «Сандэнс»

В возрасте семи лет Мазерсбо начал носить очки, чтобы исправить свою тяжелую близорукость и астигматизм, до этого он был фактически слеп. На протяжении многих лет он проявлял интерес к созданию собственных отличительных очков для использования на различных шоу Devo. Он предпочитал набор оправ из нержавеющей стали для регулярного использования, сделанный магазином в Лос-Анджелесе под названием LA Eyeworks, и говорил, что купил столько пар, сколько смог найти, потому что они, как правило, ломались или были украдены фанатами. В рамках сотрудничества с производителем очков Шейном Баумом Мазерсбо разработал для продажи оправы своей собственной марки, сделанные из бериллия с хромированной отделкой из нержавеющей стали, в трех различных стилях по состоянию на 2015 год. В пресс-релизе Baumvision говорится, что унисекс-модель «Франческа» названа в честь одного из мопсов Мазерсбо, который одновременно является гермафродитом, которого также зовут Фрэнк.
На интервью в 2016 году, Марк признался, что страдает от синдрома дефицита внимания (СДВ).
Он был дважды женат. Его первой женой была актриса Нэнси Фергюсон, которую можно увидеть вместе с ним в комедии о супергероях 1999 года Таинственные люди. Его нынешняя жена, Анита Гринспен, которая вместе с Нилом Коханом управляет компанией по управлению музыкой для фильмов Greenspan Kohan Management. У пары есть две дочери из Китая, удочеренные после того, как Гринспен узнал о практике в этой стране бросать детей женского пола из-за их пола.
Мазерсбо — коллекционер и знаток песенных стихов и необычных или старинных музыкальных устройств. Он является владельцем электрониума Рэймонда Скотта (хотя, в настоящее время он не работает).
Мазерсбо заразился COVID-19 в мае 2020 года, и его на 18 дней подключили к аппарату искусственной вентиляции легких в отделении интенсивной терапии медицинского центра Сед . В августе 2020 года Мазерсбо рассказал, что он «чуть не умер» от болезни и во время заражения находился в бредовом состоянии; он пришел к выводу, что был госпитализирован после удара кирпичом в Литл Токио, и неоднократно призывал членов своей семьи искать нападавших. Он описал длительную невропатическую боль в результате болезни.
Мазерсбо когда-то был членом Церкви недомудреца.

## Почести и награды
Мазерсбо был удостоен награды Ричарда Кирка на церемонии вручения наград BMI Film and TV Awards 2004 года. Награда ежегодно вручается композитору музыки для кино и телевидения.
10 мая 2008 года Мазерсбо был удостоен звания почетного доктора гуманитарных наук Кентского государственного университета.
28 мая 2016 года Мазерсбо был награждён ключом от города Акрон во время церемонии в публичной библиотеке округа Акрон-Саммит.

## Фильмография
- Людское шоссе (1982)
- NBC (1990) (идентификатор станции)[39]
- Кот Феликс (1990) (ТВ, цифровая ремастеринговая версия оригинального сериала) (тема)
- Мир Супер Марио (1991 г.) (ТВ) (тема)
- Жидкое телефидение (1991 г.) (ТВ)
- Дэвис учит жить (1991 г.) (ТВ)
- Sewer Shark (1992 г.) (VG)
- Великий Скотт! (1992 г.) (ТВ)
- Возвращение Фрости (1992 г.) (ТВ)
- Mann & Machine (1992 г.) (ТВ)
- Мир Бикмана (1992 г.) (ТВ) (тема)
- Недоумки (1992 г.) (заставка и титры)
- Бейкерсфилд П.Д. (1993 г.) (ТВ)
- Дикий пляж (1993 г.) (ТВ)
- Street Match (1993 г.) (ТВ)
- Вниз по течению (1993 г.)
- Отель Малибу (1994 г.) телесериал
- Эдит Энн: Несколько кусочков паззла (1994 г.) (ТВ)
- Городок Санто-бугито (1995 г.) (ТВ) (как Марк «Мазерсбаг»)
- Too Something (1995 г.) (ТВ)
- If Not for You (1995 г.) (ТВ)
- Странное везение (1995 г.) (ТВ)
- Скользящие (1995 г.) (ТВ)
- Внутренний двор (1995 г.) (ТВ)
- Последний ужин (1995 г.) (саундтрек)
- Flesh Suitcase (1995 г.)
- Тело женщины (1996 г.)
- Class Reunion (1996 г.) (ТВ)
- Автострада (1997 г.) (ТВ)
- Fired Up (1997 г.) (ТВ)
- Нимфомания (1997 г.)
- Отец-одиночка (1997 г.) (ТВ)
- Работа (1997 г.) (ТВ) (тема)
- Отпущение грехов (1998 г.) (ТВ)
- Шоу мистера Картофельная голова (1998 г.) (ТВ)
- Простая жизнь (ТВ)
- Истории из моего детства (1998 г.) (ТВ)
- Interstate '82 (1999 г.) (VG)
- Ракетная мощь (1999 г.) (ТВ) (музыкальная тема)
- The Wacky Adventures of Ronald McDonald: The Visitors from Outer Space (1999 г.) (V)
- Sammy (2000 г.) (ТВ)
- Такер (2000 г.) (ТВ)
- Другой я (2000 г.) (ТВ)
- Детки подросли (2001 г.) (ТВ)
- Карапузы: Все ещё малыши после стольких лет (2001 г.) (ТВ)
- Второй состав (2002 г.) (ТВ)
- Обманщики (2002 г.)
- Медики (2002 г.) (ТВ)
- Hidden Hills (2002 г.) (ТВ)
- Женская радость (2002 г.) (ТВ)
- Мальчишник (2003 г.)
- Водная жизнь Стива Зиссу (2004 г.)
- Казенный дом (2004 г.) (ТВ)
- Popeye's Voyage: The Quest for Pappy (2004 г.) (V)
- The Sims 2 (и весь доп. контент) (2004—2008 гг.) (VG)
- The Complete Truth About De-Evolution (2004 г.) (V)
- Музыка для Эдварда Гори (2005 г.)
- Get a Mac (2006—2009 гг.)
- Feed Me (2006 г.)
- Эврика (2006 г.) (ТВ) (Тема)
- Boom Blox (2008 г.) (VG)
- Байки Мэтра (2008—2014 гг.)
- Boom Blox Bash Party (2009 г.) (VG)
- Skate 3 (2010 г.) (VG)
- Как я дружил в социальной сети (2010 г.)
- Гавайские каникулы (2011 г.)
- Бесстыжие (2011 г.) (ТВ)
- Тор: Рагнарёк (2017 г.)
- Монстры на каникулах 3: Море зовёт (2018 г.)
- Митчеллы против машин (2021 г.)
- Монстры на каникулах 4: Трансформания (2022 г.)
- How We Roll (2022 г.)
- Кокаиновый медведь (2023 г.)

### Телевидение
| Годы                   | Заголовок                               | Примечания                                                                                           |
| ---------------------- | --------------------------------------- | --- |
| 1986-1990 гг.          | Пи-Ви                                   | |
| 1990-2004 гг.          | Ох уж эти детки!                        | с Денисом М. Ханниганом, Расти Эндрюсом и Бобом МазерсбоПервый саундтрек к анимационному телесериалу |
| 1992-1995 гг.          | Алиса в стране чудес                    | с Денисом М. Ханниганом, Расти Эндрюсом и Джошем Манселлом                                           |
| 1995-1996 гг.          | Тупой и ещё тупее                       | |
| 1998-1999 гг.          | Шоу мистера Картофельная голова         | с Эрни Мэнниксом                                                                                     |
| 1999-2004 гг.          | Ракетная мощь                           | |
| 2000-2003 гг.          | Большой красный пес Клиффорд            | с Джошем Мэнселлом                                                                                   |
| 2000-2001 гг.          | Гросс Поинт                             | |
| 2003-2008 гг.          | Детки подросли                          | с Бобом Мазерсбо                                                                                     |
| 2004-2005 гг.          | Аэропорт Лос-Анджелеса                  | |
| 2006 г.                | Большая любовь                          | |
| 2010—2011 гг.          | Реальные парни                          | |
| 2010—2011 гг.          | Блеск славы                             | |
| 2010-2017 гг.          | Обычный мультик                         | с Джоном Энротом и Альбертом Фоксом                                                                  |
| 2011-2013 гг.          | Просветленная                           | |
| 2012-2016 гг.          | Обитель лжи                             | |
| 2013-2014 гг.          | Дневники Кэрри                          | |
| 2015—2018 гг.          | Последний человек на Земле              | |
| 2015—2018 гг.          | Дедушка поневоле                        | |
| 2016                   | Приграничный городок                    | |
| 2016-2017 гг.          | Земляне                                 | |
| 2016                   | Ледниковый период: Погоня за яйцами     | Специальное телешоу «Ледниковый период»                                                              |
| 2017                   | Абстракция: Искусство дизайна           | |
| 2018 — настоящее время | Остров летнего лагеря                   | с Джоном Энротом и Альбертом Фоксом; также музыкальная тема с Сео Ким                                |
| 2018 — настоящее время | Разочарование                           | |
| 2018                   | Грязный Джон                            | |
| 2019-2020 гг.          | Чем мы заняты в тени                    | |
| 2020                   | Король тигров: Убийство, хаос и безумие | с Джоном Энротом, Альбертом Фоксом и Робертом Мазерсбо                                               |
| 2020-2022 гг.          | Ближе некуда                            | с Джоном Энротом и Альбертом Фоксом                                                                  |
| 2022                   | Наш флаг означает смерть                | |
| 2023                   | Здравствуй, будущее!                    | |

### Фильмы

#### 1980-е
| Год     | Заголовок                           | Режиссёр(ы)       | Студия(и)                                                                                          | Примечания |
| ------- | ----------------------------------- | ----------------- | -------------------------------------------------------------------------------------------------- | ---------- |
| 1987 г. | Месть полудурков 2: Полудурки в раю | Джо Рот           | 20th Century Studios Interscope Communications Amercent Films American Entertainment Partners L.P. | н/д        |
| 1988 г. | Резня на «Скале»                    | Димитри Логофетис | Taurus Entertainment Company Arista Films First American Film Capital                              | н/д        |

#### 1990-е
| Год     | Заголовок              | Режиссёр(ы)                                                        | Студия(и)                                                                   | Примечания                              |
| ------- | ---------------------- | ------------------------------------------------------------------ | --------------------------------------------------------------------------- | --------------------------------------- |
| 1992 г. | Возвращение Фрости     | Эверт Браун Билл Мелендес                                          | CBS Productions Broadway Video Bill Melendez Productions                    | Специальное анимационное телевидение    |
| 1994 г. | Эта кошмарная Пэт      | Адам Бернштейн                                                     | Touchstone Pictures                                                         | н/д                                     |
| 1994 г. | Новое время            | Майкл Толкин                                                       | Warner Bros. Regency Enterprises Alcor Films Ixtlan                         | н/д                                     |
| 1995 г. | Четыре комнаты         | Эллисон Андерс Александр Рокуэлл Роберт Родригес Квентин Тарантино | A Band Apart Miramax Films                                                  | Музыкальный продюсер                    |
| 1995 г. | Последний ужин         | Стейси Тайтл                                                       | Columbia Pictures                                                           | н/д                                     |
| 1996 г. | Счастливчик Гилмор     | Деннис Дуган                                                       | Universal Pictures Brillstein-Grey Entertainment Robert Simonds Productions | н/д                                     |
| 1996 г. | Бутылочная ракета      | Уэс Андерсон                                                       | Columbia Pictures Gracie Films                                              | н/д                                     |
| 1997 г. | Лучшие люди            | Тамра Дэвис                                                        | Orion Pictures                                                              | н/д                                     |
| 1997 г. | На грани разрыва       | Роберт Гринвальд                                                   | Warner Bros. Regency Enterprises                                            | н/д                                     |
| 1998 г. | Самозванец в школе     | Роберт Кинг                                                        | Walt Disney TelevisionABC Storyline Entertainment                           | Телевизионный фильм                     |
| 1998 г. | В наркотических волнах | Ричард Сирс                                                        | First Look Studios Alliance Independent Films                               | с Джошем Мэнселлом                      |
| 1998 г. | Мертвец в колледже     | Алан Кон                                                           | Paramount Pictures MTV Productions Pacific Western                          | н/д                                     |
| 1998 г. | Академия Рашмор        | Уэс Андерсон                                                       | Touchstone Pictures American Empirical Pictures                             | н/д                                     |
| 1998 г. | Хэллоуинтаун           | Дуэйн Данэм                                                        | Disney Channel Singer-White Entertainment                                   | Телевизионный фильм                     |
| 1998 г. | Карапузы               | Нортон Вирджин Игорь Ковалев                                       | Paramount Pictures Nickelodeon Movies Klasky Csupo                          | Первый саундтрек к анимационному фильму |
| 1999 г. | 200 сигарет            | Риса Брамон Гарсия                                                 | Paramount Pictures MTV Productions Lakeshore Entertainment                  | с Бобом Мазерсбо                        |
| 1999 г. | Банка с червяками      | Пол Шнайдер                                                        | Disney Channel Gross-Weston Productions                                     | Телевизионный фильм                     |
| 1999 г. | Ярость                 | Джеймс Д. Стерн                                                    | Silver Nitrate Pictures Screenland Pictures                                 | н/д                                     |
| 1999 г. | Убийственные красотки  | Майкл Патрик Янн                                                   | New Line Cinema                                                             | н/д                                     |

#### 2000-е
| Год  | Заголовок                                  | Режиссёр(ы)                | Студия(и)                                                                                          | Примечания            |
| ---- | ------------------------------------------ | -------------------------- | -------------------------------------------------------------------------------------------------- | --------------------- |
| 2000 | Приключния Рокки и Буллвинкля              | Дес МакАнуфф               | Universal Pictures TriBeCa Productions Jay Ward Productions Capella International KC Medien        | н/д                   |
| 2000 | Карапузы в Париже                          | Стиг Бергквист Пол Демейер | Paramount Pictures Nickelodeon Movies Klasky Csupo                                                 | н/д                   |
| 2001 | Glass, Necktie                             | Пол Боджек                 | E.I. Independent Cinema Lost Battalion Films                                                       | н/д                   |
| 2001 | Камуфляж                                   | Джеймс Кич                 | Sunland Studios Camouflage Productions Inc. Interlight                                             | Direct-to-video фильм |
| 2001 | Сахар и перец                              | Фрэнсин МакДугалл          | New Line Cinema                                                                                    | н/д                   |
| 2001 | Хэллоуинтаун 2: Месть Калабара             | Мэри Ламберт               | Disney Channel                                                                                     | Телевизионный фильм   |
| 2001 | Семейка Тененбаум                          | Уэс Андерсон               | Touchstone Pictures American Empirical Pictures                                                    | н/д                   |
| 2002 | Парень из женской общаги                   | Уоллес Володарский         | Touchstone Pictures                                                                                | н/д                   |
| 2002 | Добро пожаловать в Коллинвуд               | Энтони и Джо Руссо         | Warner Bros. Gaylord Films H5B5 Media AG Pandora Cinema Section Eight                              | н/д                   |
| 2003 | Мальчишник                                 | Крис Кох                   | Metro-Goldwyn-Mayer David Ladd Films                                                               | н/д                   |
| 2003 | Тринадцать                                 | Кэтрин Хардвик             | Fox Searchlight Pictures                                                                           | н/д                   |
| 2003 | Как остаться в живых                       | Шон МакНамара              | Disney Channel                                                                                     | Телевизионный фильм   |
| 2003 | Карапузы встречаются с Торнберри           | Нортон Вирджин Джон Энг    | Paramount Pictures Nickelodeon Movies Klasky Csupo                                                 | н/д                   |
| 2003 | Лохматый спецназ                           | Джон Роберт Хоффман        | Metro-Goldwyn-Mayer                                                                                | н/д                   |
| 2004 | Звезда сцены                               | Сара Шугарман              | Walt Disney Pictures                                                                               | н/д                   |
| 2004 | Чёрная завсить                             | Барри Левинсон             | DreamWorks Pictures Columbia Pictures Castle Rock Entertainment Baltimore/Spring Creek Pictures    | н/д                   |
| 2004 | Водная жизнь Стива Зиссу                   | Уэс Андерсон               | Touchstone Pictures American Empirical Pictures                                                    | н/д                   |
| 2005 | Короли Догтауна                            | Кэтрин Хардвик             | Columbia Pictures TriStar Pictures Art Linson Productions Indelible Pictures Senator International | н/д                   |
| 2005 | Сумасшедшие гонки                          | Анджела Робинсон           | Walt Disney Pictures Robert Simonds Productions                                                    | н/д                   |
| 2005 | Большая белая обуза                        | Марк Майлод                | Ascendant Pictures Capitol Films VIP Medienfonds 2 Ascendant                                       | н/д                   |
| 2005 | Симулянт                                   | Бэрри В. Блауштейн         | Fox Searchlight Pictures Conundrum Entertainment                                                   | н/д                   |
| 2006 | Как есть жареных червяков                  | Боб Долман                 | New Line Cinema Walden Media                                                                       | с Бобом Мазерсбо      |
| 2006 | Собачья проблема                           | Скотт Каан                 | Thousand Words                                                                                     | н/д                   |
| 2007 | Маменькин сынок                            | Тим Хэмилтон               | Warner Bros.                                                                                       | н/д                   |
| 2008 | Услуга за услугу                           | Карлос Брукс               | Magnolia Pictures HDNet Films Sanford/Pillsbury Productions 2929 Productions                       | н/д                   |
| 2008 | Будь моим парнем на пять минут             | Питер Соллетт              | Columbia Pictures Mandate Pictures Depth of Field                                                  | н/д                   |
| 2009 | Фанаты                                     | Кайл Ньюман                | The Weinstein Company Trigger Street Productions                                                   | н/д                   |
| 2009 | Облачно, возможны осадки в виде фрикаделек | Фил Лорд Крис Миллер       | Columbia Pictures Sony Pictures Animation                                                          | н/д                   |
| 2009 | Золотая дверь                              | Дэвид М. Розенталь         | Anchor Bay Entertainment                                                                           | н/д                   |
| 2009 | Круг восьми                                | Стивен Крегг               | Paramount Home Entertainment                                                                       | Direct-to-video фильм |

#### 2010-е
| Год  | Заголовок                                      | Режиссёр(ы)                           | Студия(и) | Примечания                                  |
| ---- | ---------------------------------------------- | ------------------------------------- | --- | ------------------------------------------- |
| 2010 | Рамона и Бизус                                 | Элизабет Аллен                        | 20th Century Fox Fox 2000 Pictures Di Novi Pictures Impact Productions Walden Media Dune Entertainment Eyeline Entertainment                        | н/д                                         |
| 2011 | Спасти рядового Переса                         | Бето Гомес                            | Lionsgate Videocine Pantelion Films Salamandra Films Lemon Films Terregal Films Via Media                                                           | Мексиканский фильм                          |
| 2011 | Рожденные на воле                              | Дэвид Ликли                           | Warner Bros. Pictures IMAX Pictures Walker World Pictures                                                                                           | IMAX документальный фильм                   |
| 2011 | Элвин и бурундуки 3                            | Майк Митчелл                          | 20th Century Fox Fox 2000 Pictures Regency Enterprises Bagdasarian Company Dune Entertainment                                                       | н/д                                         |
| 2012 | Мачо и ботан                                   | Фил Лорд Крис Миллер                  | Columbia Pictures Metro-Goldwyn-Mayer Relativity Media Original Film Cannell Studios                                                                | н/д                                         |
| 2012 | Защитник                                       | Боаз Якин                             | Lionsgate IM Global Lawrence Bender Productions Trigger Street Productions Automatik 87Eleven Productions                                           | н/д                                         |
| 2012 | Чего ждать, когда ждёшь ребёнка                | Кирк Джонс                            | Lionsgate Alcon Entertainment Phoenix Pictures What to Expect Productions Georgia Public                                                            | н/д                                         |
| 2012 | Монстры на каникулах                           | Геннди Тартаковски                    | Columbia Pictures Sony Pictures Animation | н/д                                         |
| 2013 | Облачно, возможны осадки: Месть ГМО            | Коди Кэмерон Крис Пирн                | Columbia Pictures Sony Pictures Animation | н/д                                         |
| 2013 | Starперцы                                      | Джон Тёртелтауб                       | CBS Films Good Universe | н/д                                         |
| 2014 | Лего. Фильм                                    | Фил Лорд Крис Миллер                  | Warner Bros. Pictures Warner Animation Group Village Roadshow Pictures RatPac-Dune Entertainment Lego System A/S Vertigo Entertainment Lin Pictures | н/д                                         |
| 2014 | Мачо и ботан 2                                 | Фил Лорд Крис Миллер                  | Columbia Pictures Metro-Goldwyn-Mayer LStar Capital MRC Original Film Cannell Studios Storyville 75 Year Plan Productions                           | н/д                                         |
| 2014 | Остров лемуров: Мадагаскар                     | Дэвид Дуглас                          | Warner Bros. Pictures IMAX Corporation | IMAX фильм                                  |
| 2015 | Идеальный голос 2                              | Элизабет Бэнкс                        | Universal Pictures Gold Circle Films Brownstone Productions                                                                                         | н/д                                         |
| 2015 | Каникулы                                       | Джонатан Голдштейн Джон Фрэнсис Дейли | Warner Bros. Pictures New Line Cinema RatPac-Dune Entertainment BenderSpink Big Kid Pictures                                                        | н/д                                         |
| 2015 | Обычное шоу: Фильм                             | Джеймс Куинтел                        | Cartoon Network Studios | Телевизионный фильм                         |
| 2015 | Монстры на каникулах 2                         | Геннди Тартаковски                    | Columbia Pictures Sony Pictures Animation LStar Capital                                                                                             | н/д                                         |
| 2015 | Вечность                                       | Татья Пилиева                         | Monterey Media Elysium Bandini Studios Foreverland Productions                                                                                      | н/д                                         |
| 2015 | Элвин и бурундуки: Грандиозное бурундуключение | Уолт Беккер                           | 20th Century Fox Fox 2000 Pictures Regency Enterprises Bagdasarian Productions TSG Entertainment                                                    | н/д                                         |
| 2015 | Космическая Скратастрофа                       | Майк Турмейер                         | 20th Century Fox 20th Century Fox Animation Blue Sky Studios                                                                                        | Короткометражный фильм Ледниковый период    |
| 2016 | Дом игрушек Пи-Ви                              | Джон Ли                               | Netflix Pee-wee Pictures Apatow Productions | Оригинальный фильм от Netflix.              |
| 2017 | Беатрис на ужине                               | Мигель Артета                         | Roadside Attractions FilmNation Entertainment Elevation Pictures Killer Films Bron Studios                                                          | н/д                                         |
| 2017 | Статус Брэда                                   | Майк Уайт                             | Amazon Studios Annapurna Pictures Sidney Kimmel Entertainment Plan B Entertainment                                                                  | н/д                                         |
| 2017 | Пёсик!                                         | Геннди Тартаковски                    | Columbia Pictures Sony Pictures Animation | Короткометражный фильм Монстры на каникулах |
| 2017 | Мне нравится, но мне страшно                   | Бето Гомес                            | Diamond Films Grupo Telefilms Wetzer Films | Мексиканский фильм                          |
| 2017 | Лего Ниндзяго Фильм                            | Чарли Бин Пол Фишер Боб Логан         | Warner Bros. Pictures Warner Animation Group RatPac-Dune Entertainment Lego System A/S Lin Pictures Lord Miller Productions Vertigo Entertainment   | н/д                                         |
| 2017 | Thor: Ragnarok                                 | Taika Waititi                         | Walt Disney Studios Motion Pictures Marvel Studios                                                                                                  | н/д                                         |
| 2018 | Панды 3D                                       | Дэвид Дуглас Дрю Феллман              | Warner Bros. Pictures IMAX Pictures | IMAX документальный фильм                   |
| 2018 | Монстры на каникулах 3: Море зовёт             | Геннди Тартаковски                    | Columbia Pictures Sony Pictures Animation | н/д                                         |
| 2018 | Холмс & Ватсон                                 | Итан Коэн                             | Columbia Pictures Mosaic Media Group Gary Sanchez Productions Mimran Schur Pictures                                                                 | н/д                                         |
| 2019 | Лего. Фильм 2                                  | Майк Митчелл                          | Warner Bros. Pictures Warner Animation Group Lego System A/S Rideback Lord Miller Productions Vertigo Entertainment                                 | н/д                                         |

#### 2020-е
| Год  | Заголовок                             | Режиссёр(ы)                    | Студия(и) | Примечания                                  |
| ---- | ------------------------------------- | ------------------------------ | --- | ------------------------------------------- |
| 2020 | Семейка Уиллоби                       | Крис Пирн Роб Лодермайер       | Netflix Netflix Animation Bron Studios Creative Wealth Media                                                   | н/д                                         |
| 2020 | Семейка Крудс 2: Новоселье            | Джоэл Кроуфорд                 | Universal Pictures DreamWorks Animation                                                                        | Заменил Алана Сильвестри.                   |
| 2021 | Монстрические питомцы                 | Дженнифер Класка Дерек Драймон | Columbia Pictures Sony Pictures Animation                                                                      | Короткометражный фильм Монстры на каникулах |
| 2021 | Митчеллы против машин                 | Майк Рианда Джефф Роу          | Columbia Pictures Sony Pictures Animation Lord Miller Productions One Cool Films Netflix                       | н/д                                         |
| 2021 | Америка: Фильм                        | Мэтт Томпсон                   | Netflix Netflix Animation Lord Miller Productions Floyd County Productions Free Association                    | н/д                                         |
| 2022 | Монстры на каникулах 4: Трансформания | Дженнифер Класка Дерек Драймон | Amazon Studios Columbia Pictures Sony Pictures Animation                                                       | н/д                                         |
| 2023 | Кокаиновый медведь                    | Элизабет Бэнкс                 | Brownstone Productions Lord Miller Productions Universal Pictures                                              | Заменена Натали Холт                        |
| 2023 | Как слониха упала с неба              | Венди Роджерс                  | Netflix Netflix Animations Pistor Productions                                                                  | н/д                                         |
| 2023 | Друзья по отпуску 2                   | Клэй Тэрвер                    | Hulu 20th Century Studios Broken Road Productions                                                              | н/д                                         |
| 2024 | The World According to Allee Willis   | Алексис Спраик                 | Blackburn Pictures                                                                                             | н/д                                         |
| 2025 | Minecraft в кино                      | Джаред Хесс                    | Warner Bros. Pictures Legendary Pictures Mojang Studios Vertigo Entertainment Domain Entertainment On the Roam | н/д                                         |

### Видеоигры
| Год     | Заголовок                              |
| ------- | -------------------------------------- |
| 1996 г. | Crash Bandicoot                        |
| 1997 г. | Crash Bandicoot 2: Cortex Strikes Back |
| 1998 г. | Crash Bandicoot: Warped                |
| 1999 г. | Crash Team Racing                      |
| 1999 г. | Interstate '82 (с Джошем Мэнселлом)    |
| 2001 г. | Jak and Daxter: The Precusor Legacy    |
| 2003 г. | Jak II                                 |
| 2004 г. | Jak 3                                  |
| 2004 г. | Sims 2                                 |
| 2007 г. | MySims                                 |
| 2007 г. | The Simpsoms Game                      |
| 2008 г. | Boom Blox                              |
| 2008 г. | MySims Kingdom                         |
| 2009 г. | MySims Racing                          |
| 2009 г. | MySims Agents                          |
| 2010    | Skate 3                                |
| 2021    | Ratchet & Clank: Rift Apart            |

## Дискография

### Сольные работы
Студийные альбомы
- Muzik for Insomniaks (кассета, 1985)
  - Позже выпущена на CD диске как Muzik for Insomniaks, Vol. 1 и Muzik for Insomniaks, Vol. 2 в 1988 году лейблом Rykodisc
- Muzik for the Gallery (пластинка, 1987)
- Joyeux Mutato (CD, 1999, ограниченное издание Rhino Handmade; переиздан лейблом Rhino в 2000 году для обычной розничной продажи)
- The Most Powerful Healing Muzik in the Entire World (набор из 6 CD дисков, 2005 г.)
- Mutant Flora (6 × винил, бокс-сет 7 дюймов, 2017 г.)